# 216780 Lilianne
216780 Lilianne este o planetă minoră (asteroid) din centura de asteroizi. A fost descoperită pe 27 august 2006 la Table Mountain Observatory⁠(d) de James Whitney Young⁠(d). 
Obiectul prezintă o orbită caracterizată de o semiaxă mare de 2,2131940067317 UAi, o excentricitate de 0,22002852710416, o înclinație de 6,4580369274826 ° în raport cu ecliptica.